# 2010 en rugby à XV
Cette page présente les faits marquants de l'année 2010 en rugby à XV : les principales compétitions et évènements liés au rugby à XV et rugby à sept ainsi que les décès de grandes personnalités de ces sports.

## Principales compétitions
- Celtic League (du 4 septembre 2009 au 29 mai 2010)
- Currie Cup (du 9 juillet au 30 octobre 2010)
- Challenge européen (du 8 octobre 2009 au 23 mai 2010)
- Championnat d'Angleterre (du 4 septembre 2009 au 29 mai 2010)
- Championnat de France (du 14 août 2009 au 29 mai 2010)
- Coupe anglo-galloise (du 5 novembre 2009 au 21 mars 2010)
- Coupe d'Europe (du 9 octobre 2009 au 22 mai 2010)
- Coupe du monde féminine (du 25 août au 5 septembre 2010)
- Super 14 (du 12 février au 5 juin 2010)
- Tournoi des Six Nations (du 6 février au 20 mars 2010)
- Tri-nations (du 10 juillet au 11 septembre 2010)

## Événements

### Janvier
- 2 janvier : Sébastien Chabal est le sportif préféré des Français pour l'année 2009 selon un sondage publié dans L'Équipe magazine[1].
- 24 janvier : la première phase de Coupe d'Europe connaît son terme avec la qualification de quatre clubs français, deux provinces irlandaises, une franchise galloise et un club anglais.

### Février
- 6 février : les Fidji remportent la troisième étape des IRB Sevens World Series disputée à Wellington en Nouvelle-Zélande[2].
- 7 février : après la dernière journée de la phase de poule de la Coupe anglo-galloise, les quatre équipes qualifiées pour les demi-finales sont les Northampton Saints, les Cardiff Blues, Gloucester et les Saracens.
- 12 février : la saison 2010 de Super 14 débute avec la rencontre entre les Blues et les Hurricanes, remportée par ces-derniers.
- 14 février : en rugby à sept, les Samoa remportent la quatrième étape des IRB Sevens World Series disputée à Las Vegas aux États-Unis[3].

### Mars

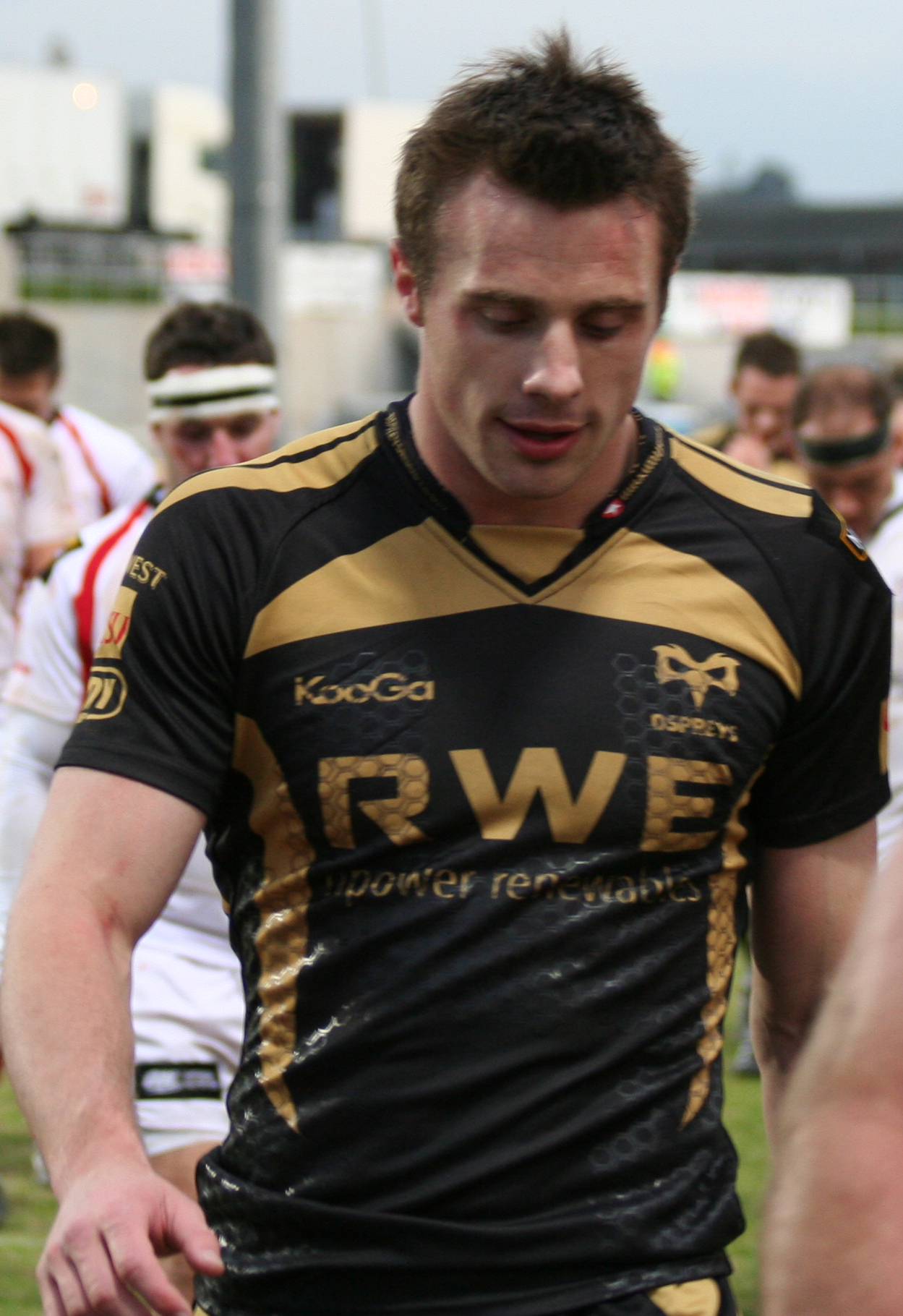
Tommy Bowe est désigné meilleur joueur du Tournoi des Six Nations.

- 8 mars : les deux clubs italiens de Benetton Trévise et d'Aironi ont été choisis pour participer à la Celtic League à partir de la saison 2010-2011[4].
- 13 mars : à l'issue de la 22e journée du Top 14, le SC Albi est officiellement relégué en Pro D2, ne pouvant rattraper son retard lors des quatre dernières journées du championnat[5].
- 14 mars : les Northampton Saints et Gloucester sont qualifiés pour la finale de la Coupe anglo-galloise après avoir battu respectivement les Saracens et les Cardiff Blues en demi-finale.
- 20 mars : l'équipe de France s'impose dans le Tournoi des Six Nations 2010 en réalisant le neuvième Grand Chelem de son histoire. L'Angleterre gagne le Tournoi féminin. Dans le tournoi B, la Géorgie conserve son titre après sa victoire 36-8 sur la Russie lors de la dernière journée.
- 21 mars : les Samoa remportent la cinquième étape des IRB Sevens World Series disputée à Adélaïde en Australie. C'est leur deuxième succès de la saison[6].
- 21 mars : Northampton remporte sa première Coupe anglo-galloise après avoir dominé 30-24 Gloucester lors de la finale au Sixways Stadium[7].
- 25 mars : l'irlandais Tommy Bowe est désigné meilleur joueur du Tournoi des Six Nations 2010[8].
- 27 mars : à la fin du Championnat européen des nations, la Russie se qualifie pour la phase finale de la Coupe du monde 2011, une première pour l'équipe russe.
- 28 mars : les Samoa remportent la sixième étape des IRB Sevens World Series disputée à Hong Kong. Grâce à ce troisième succès consécutif, l'équipe samoane prend la première place du classement avec trois points d'avance sur les Néo-Zélandais[9].
- 29 mars : l'International Rugby Board annonce une aide de 7,5 millions d'euros sur trois ans pour aider l'Argentine à intégrer le Tri-nations en 2012[10].

### Avril
- 3 avril : par décision de la Direction nationale d'aide et de contrôle de gestion (DNACG), l'US Montauban est rétrogradée en Pro D2 pour la saison 2010-2011 en raison de difficultés financières. Néanmoins le club peut encore éviter la descente en faisant appel de la décision ou en trouvant les 1,5 million d'euros nécessaires pour équilibrer son budget[11].
- 8 avril : l'arrière international néo-zélandais Leon MacDonald annonce sa retraite à 32 ans. Il a porté le maillot des All Blacks à 56 reprises[12].
- 9 avril-12 avril : les quarts de finale des coupes européennes livrent leur verdict et les équipes présentes dans le dernier carré. En Coupe d'Europe, le Stade toulousain affronte le Leinster alors que le Biarritz olympique est opposé eu Munster dans deux duels franco-irlandais. En challenge européen, les demi-finales opposent Connacht au RC Toulon et les London Wasps aux Cardiff Blues.
- 10 avril : Dan Carter devient le meilleur marqueur de l'histoire du Super 14 après la victoire des Crusaders contre les Waratahs. Il compte un total de 1 022 points inscrits et devance l'Australien Stirling Mortlock qui en a marqué 1 019[13].
- 24 avril : la phase régulière du Top 14 est terminée. L'USA Perpignan et le RC Toulon sont qualifiés pour les demi-finales tandis que l'ASM Clermont Auvergne et le Stade toulousain affrontent respectivement le Racing Métro 92 et le Castres olympique en match de barrage.
- 25 avril : après avoir perdu 10-12 contre Leeds lors de l'avant-dernière journée du championnat d'Angleterre, les Worcester Warriors sont relégués en seconde division[14].
- 26 avril : l'US Montauban dépose le bilan car le club n'est pas parvenu à réunir les fonds nécessaires pour combler son déficit. Le club risque au mieux la relégation en Pro D2 et au pire la rétrogradation en Fédérale 3. Cette décision profite à l'Aviron bayonnais qui se maintient dans l'élite[15].

### Mai
- 1er mai : le RC Toulon et les Cardiff Blues sont qualifiés pour la finale du challenge européen après avoir battu respectivement le Connacht 19-12 et les London Wasps 18-15.
- 2 mai : le Stade toulousain et le Biarritz olympique se qualifient pour la finale du Coupe d'Europe après avoir battu respectivement le Leinster 26-16 et le Munster 18-7. C'est la troisième finale franco-française après celles des éditions 2002-2003 et 2004-2005.
- 2 mai : la phase régulière du championnat féminin de Top 10 est terminée. Les quatre équipes qualifiées pour les demi-finales sont l'USAP féminin Roussillon, le Montpellier RC, le Stade rennais et l'AC Bobigny[16].
- 7 mai : lors du premier match de barrage du Top 14, l'ASM Clermont Auvergne bat le Racing Métro 92 sur le score de 21 à 17[17]. Le club auvergnat retrouve le RC Toulon en demi-finale.
- 8 mai : lors du second match de barrage du Top 14, le Stade toulousain se défait du Castres olympique sur le score de 32 à 12 en marquant quatre essais[18]. Les rouges et noirs sont opposés à l'USA Perpignan pour leur dix-septième demi-finale consécutive dans la compétition.
- 8 mai : la phase régulière du Guinness Premiership est terminée. En demi-finale, les Leicester Tigers, tenants du titre, affrontent à domicile Bath alors que les Northampton Saints reçoivent les Saracens.
- 9 mai : la phase régulière de la Celtic League est terminée. En demi-finale, le Leinster affronte à domicile le Munster, tenant du titre, alors que les Ospreys reçoivent les Glasgow Warriors.
- 9 mai : le SU Agen est sacré champion de Pro D2 et promu en Top 14 pour la saison 2010-2011[19]. Les quatre équipe qualifiées en phase finale pour l'attribution du second ticket de montée en première division sont le Lyon OU, le Stade rochelais, l'US Oyonnax et la Section paloise[20].

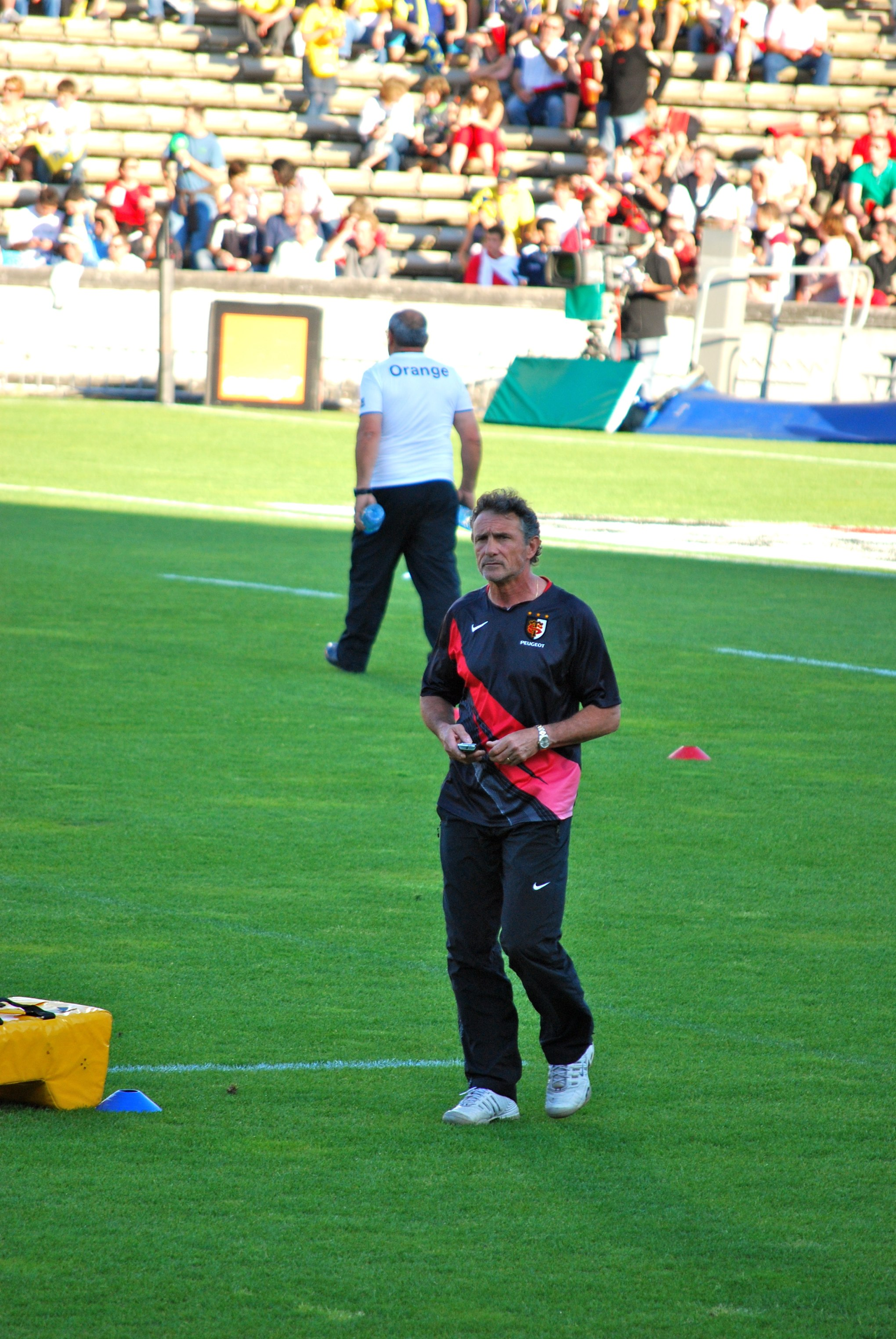
Guy Novès est élu meilleur entraîneur des compétitions européennes par l'ERC.

- 14 mai : les Ospreys remportent la première demi-finale de la Celtic League en disposant des Glasgow Warriors sur le score de 20 à 5[21].
- 14 mai : Perpignan remporte la première demi-finale du Top 14 face au Stade toulousain qu'il bat 21 à 13. Jérôme Porical marque au pied les 21 points de l'équipe catalane alors que le jeune espoir toulousain Nicolas Bézy marque l'unique essai du match[22].
- 15 mai : dans la seconde demi-finale de la Celtic League, le Leinster bat le Munster 20 à 6, Rob Kearney marquant l'unique essai du match[23].
- 15 mai : l'AS Clermont Auvergne vient à bout du RC Toulon au terme d'un match à rebondissement qui se termine sur le score de 39-25 après prolongation. Les Auvergnats se qualifient pour leur quatrième finale consécutive[24].
- 15 mai : la phase régulière du Super 14 est terminée. Les quatre équipes qualifiées pour les demi-finales sont les franchises sud-africaines des Bulls et des Stormers, la franchise australienne des Waratahs et la franchise néo-zélandaise des Crusaders.
- 16 mai : les Saracens viennent battre Northampton 21 à 19 au Franklin's Gardens et se qualifient pour la finale du Guinness Premiership[25]. Ils font face en finale aux Leicester Tigers qui éliminent Bath sur le score de 15 à 6[26].
- 17 mai : à l'occasion du quinzième anniversaire de la création des coupes d'Europe, l'European Rugby Cup (ERC) décerne le titre du meilleur joueur à Ronan O'Gara et celui du meilleur entraîneur à Guy Novès sur l'ensemble des quinze premières éditions disputées[27]. Par ailleurs, l'ERC publie également l'équipe type de ces quinze années de compétition :

| - 15 Geordan Murphy (Leicester Tigers) - 14 Josh Lewsey (London Wasps) - 13 Brian O'Driscoll (Leinster) - 12 Yannick Jauzion (Stade toulousain) - 11 Vincent Clerc (Stade toulousain) | - 10 Ronan O'Gara (Munster) - 9 Rob Howley (London Wasps) - 8 David Wallace (Munster) - 7 Anthony Foley (Munster) - 6 Rocky Elsom (Leinster) | - 5 Fabien Pelous (Stade toulousain) - 4 Martin Johnson (Leicester Tigers) - 3 Sylvain Marconnet (Stade français) - 2 William Servat (Stade toulousain) - 1 Christian Califano (Stade toulousain) |

- 18 mai : Chris Ashton reçoit le trophée du meilleur joueur de la saison du championnat anglais, le Premiership player of the season award décerné par la Premier Rugby Limited[28].
- 22 mai : le Stade toulousain remporte son quatrième titre européen en disposant de Biarritz en finale. Karmichael Hunt marque pour les Biarrots le seul essai de la rencontre qui se termine sur le score de 21-19[29].
- 22 mai : le Japon remporte le Tournoi asiatique des Cinq Nations et se qualifie pour la Coupe du monde[30].

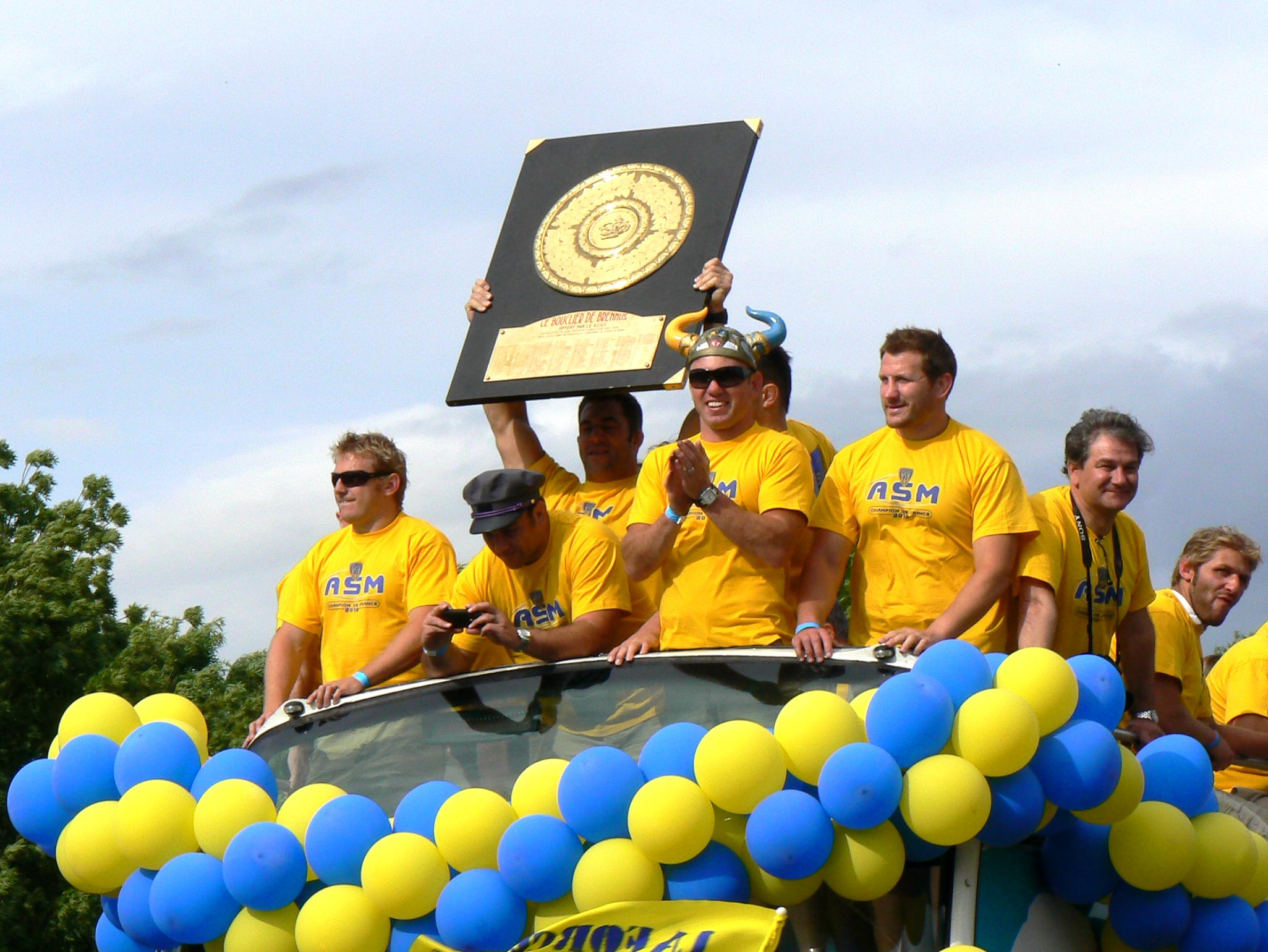
Les joueurs de l'ASM Clermont paradent dans les rues de Clermont-Ferrand avec le Bouclier de Brennus.

- 23 mai : les Cardiff Blues battent le RC Toulon en finale du challenge européen et deviennent la première équipe galloise à remporter un titre européen[31]. Leur victoire qualifie les Llanelli Scarlets pour la prochaine édition[32].
- 23 mai : le Stade rochelais accède au Top 14 après avoir battu 32-26 Lyon en finale des barrages[33].
- 23 mai : l'Australie remporte la septième étape des IRB Sevens World Series en battant l'Afrique du Sud en finale. Les Australiens remontent à la troisième place du classement toujours dominé par les Samoans[34].
- 26 mai : le pilier des Saracens Schalk Brits est désigné meilleur joueur de l'année par la Rugby Player Association, l'association anglaise des joueurs professionnels[35].
- 29 mai : la finale 100 % sud-africaine du Super 14 est remportée par les Bulls devant les Stormers. La franchise de Pretoria conserve donc son titre.
- 29 mai : après dix finales perdues dont les trois dernières éditions, l'ASM Clermont remporte son premier bouclier de Brennus en battant 19-6 l'USA Perpignan en finale[36]. Chez les femmes, les Perpignanaises deviennent championnes de France après avoir battu Montpellier 26 à 5 en finale[37].
- 29 mai : les Ospreys remportent la Magners League en battant 17-12 le Leinster en finale. Ils obtiennent leur troisième titre dans la compétition et deviennent l'équipe la plus titrée devant le Leinster et le Munster[38].
- 29 mai : les Leicester Tigers conservent leur titre en battant 33-27 les Saracens lors de la finale. Alors que les Londoniens mènent 27-26 à cinq minutes de la fin, Dan Hipkiss offre la victoire à ses coéquipiers en marquant un essai en fin de rencontre[39]. C'est le neuvième trophée des Tigers dans la compétition.
- 30 mai : les Samoas remportent la dernière étape des IRB Sevens World Series et s'adjugent le titre. Ils battent les Australiens en finale sur le score de 41 à 14[40].

### Juin
- 4 juin : Jean-Baptiste Élissalde dispute le dernier match de sa carrière avec les Barbarians qui battent les Irlandais sur le score de 29-23[41].

- 5 juin : lors de leur premier test match de les Springboks battent de justesse le pays de Galles sur le score de 34 à 31[42]. Dans le même temps, l'Australie dominent 49-3 les Fidji[43].

- 9 juin : la Fédération samoane de rugby à XV fusionne avec son homologue des Samoas Américaines pour ne former qu'une seule et même fédération. Cela implique également la fusion des deux équipes nationales en une unique sélection pour représenter les îles[44].
- 12 juin : lors de cette deuxième journée de test matchs, les Néo-Zélandais battent largement les Irlandais sur le score de 66-28 avec un total de treize essais marqués au cours du match dont neuf pour les All Blacks. Par ailleurs, Dan Carter devient le quatrième joueur de l'histoire à dépasser les mille points inscrits sous le maillot national après Diego Domínguez, Neil Jenkins et Jonny Wilkinson[45]. Les Australiens battent l'Angleterre 27-17[46] alors que l'Afrique du Sud dispose de la France en marquant 42 points contre 17 pour les Bleus[47]. Les nations de l'hémisphère sud manquent le sans faute puisque l'Écosse est victorieuse de l'Argentine chez elle pour la troisième fois de son histoire[48].

- 19 juin : lors de la troisième journée de la tournée estivale, les All Blacks remportent largement leur second match contre les Gallois avec cinq essais marqués et 27 points de Dan Carter[49]. Les Anglais prennent leur revanche contre les Wallabies en remportant sur la rencontre sur le fil 21-20 grâce à une pénalité de Wilkinson[50]. L'Afrique du Sud dispose des Italiens sur le score de 29-13[51] tandis que l'Écosse gagne son second match contre les Pumas remportant la tournée pour la première fois de son histoire[52].

- 26 juin : pour la dernière journée de test matchs, la Nouvelle-Zélande bat le pays de Galles 29 à 10[53], l'Australie bat l'Irlande 22-15[54], l'Afrique du Sud l'emporte facilement 55-11 contre les Italiens[55] et l'Argentine remporte son premier test match en dominant la France 41 à 13[56].

### Juillet
- 7 juillet : le championnat d'Angleterre change de sponsor et devient le Aviva Premiership suite l'accord signé avec le groupe d'assurance Aviva qui s'engage pour une période de quatre années en apportant un financement de 20 millions de livres[57].
- 9 juillet : le match d'ouverture de la saison 2010 de la Currie Cup tourne à l'avantage des tenants du titre des Blue Bulls qui dominent les Pumas 38 à 15.
- 10 juillet : la Nouvelle-Zélande domine 32-12 l'Afrique du Sud en marquant quatre essais lors du premier match du Tri-nations[58].

### Août

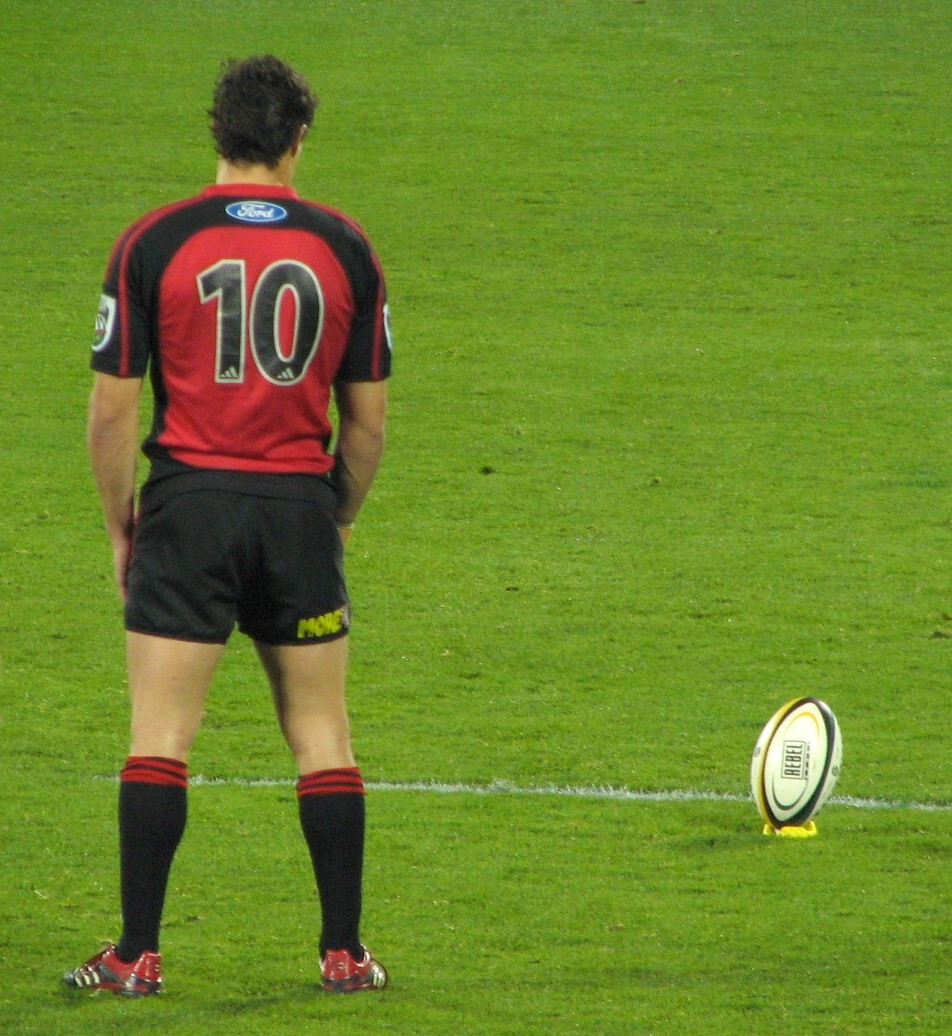
Dan Carter devient le meilleur marqueur de l'histoire en équipe nationale avec un total de 1118 points.

- 13 août et 14 août :  la saison 2010-11 de Top 14 démarre avec une première journée offensive avec 30 essais marqués[59]. Les tenants du titre de l'ASM Clermont Auvergne perdent d'entrée 21-13 contre leur dauphin de l'USA Perpignan. L'Aviron bayonnais crée la surprise en s'imposant au stade Mayol face à un RC Toulon pourtant auto-proclamé favori par son président Mourad Boudjellal et invaincu à domicile depuis mars 2009[60]. Pour son retour en première division, le Stade rochelais crée également la surprise en se défaisant du Castres olympique à domicile[59].
- 20 août : lors de la première journée de la Coupe du monde féminine, la Nouvelle-Zélande et l'Australie sont en tête du groupe A après avoir battu respectivement l'Afrique du Sud 55-3 et le pays de Galles 26-12. Dans le groupe B, l'Angleterre bat l'Irlande 27 à 0 tandis que les États-Unis bat le Kazakhstan 51 à 0. Enfin, la poule 3 est dominée par le Canada et la France qui dominent respectivement l'Écosse 37-10 et la Suède 15-9.
- 21 août : en remportant leur cinquième victoire en autant de matchs, les All Blacks s'adjugent leur dixième Tri-nations à trois journées de la fin de la compétition. Dan Carter, qui a marqué 14 points lors de la victoire 29-22 contre les Springboks, devient le meilleur marqueur de l'histoire avec 1 118 points et bat le record de Jonny Wilkinson établi à 1 111 points avec l'équipe d'Angleterre[61],[62].
- 28 août : à l'issue de la phase de groupe de la Coupe du monde féminine, les quatre nations qualifiées pour les demi-finales sont connues. L'Angleterre affronte l'Australie tandis que la Nouvelle-Zélande est opposée à la France.

### Septembre
- 1er septembre : la Nouvelle-Zélande bat la France 45 à 7 lors de la première demi-finale du mondial féminin et retrouve en finale l'Angleterre qui a dominé l'Australie 15 à 0 dans l'autre demi-finale[63].
- 5 septembre : la Nouvelle-Zélande remporte le titre mondial après avoir battu les Anglaises sur le score de 13 à 10 en finale. C'est le quatrième titre consécutif des Néo-Zélandaises qui dominent la compétition depuis 1998. L'Australie termine troisième de la compétition après sa victoire 22-8 contre la France dans la petite finale.

### Octobre

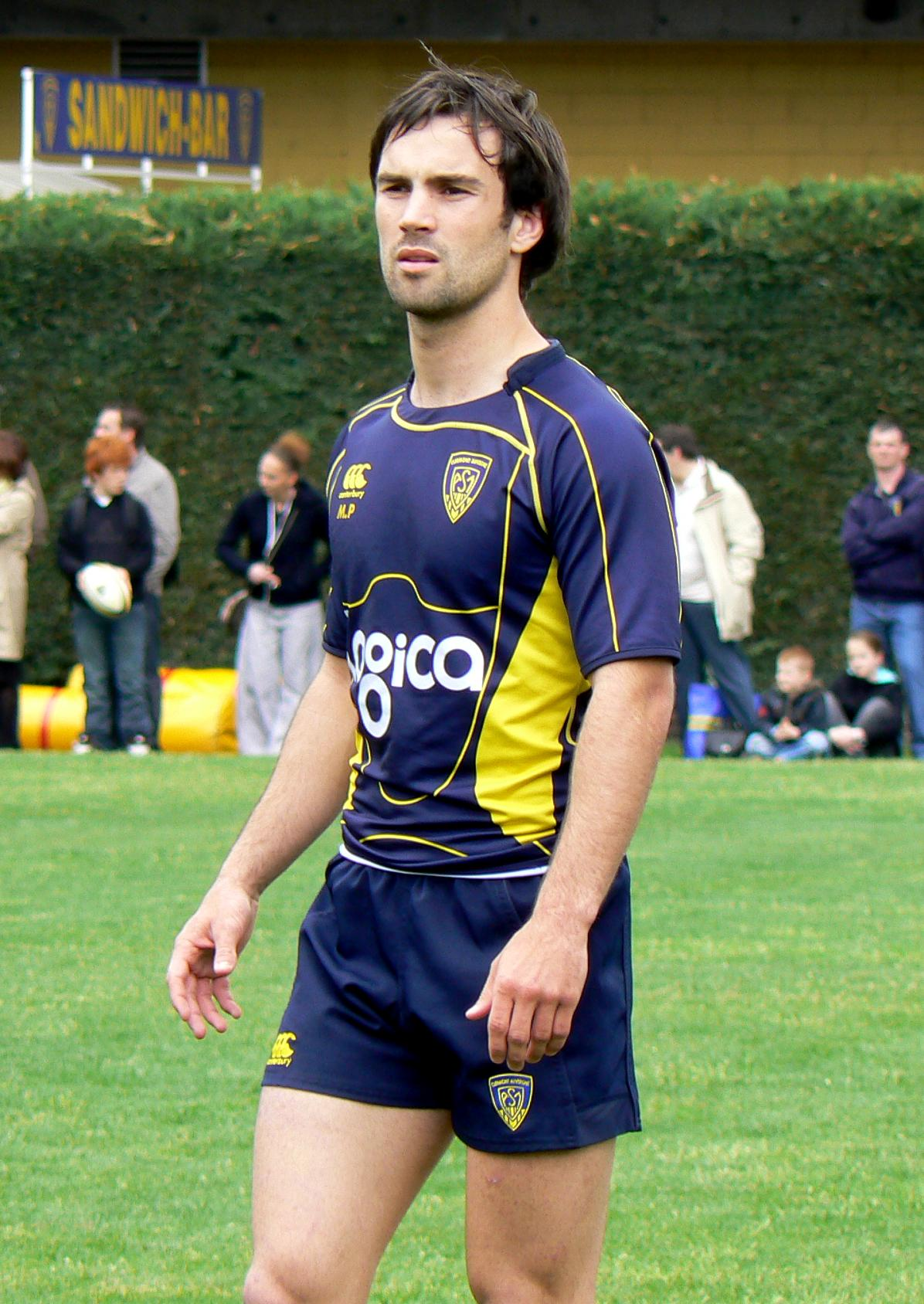
Morgan Parra est désigné meilleur joueur de la saison 2009-2010 du Top 14.

- 5 octobre : Morgan Parra est élu meilleur joueur de la saison 2009-2010 du Top 14 lors de la Nuit du rugby. Le titre de meilleur espoir est échu à Marc Andreu, celui du meilleur staff revient à l'ASM Clermont Auvergne, celui du meilleur public au Stade français alors que le prix du meilleur arbitre est décerné à Christophe Berdos[64].
- 9 octobre : la phase régulière de la Currie Cup est terminée. En demi-finale, les Natal Sharks sont opposés aux Blue Bulls tandis que la Western Province affronte les Free State Cheetahs. Les Pumas et les Leopards doivent jouer les matchs de barrage pour tenter de garder leur place en première division.
- 30 octobre : les Australiens remportent la finale de la Bledisloe Cup après avoir battu 26 à 24 les All Blacks lors du match disputé sur la pelouse du Hong Kong Stadium. Les Wallabies obtiennent la victoire après que la cloche a retenti grâce à un essai de James O'Connor[65]. Néanmoins, le trophée reste la propriété des Néo-Zélandais qui ont déjà battu trois fois les Australiens en 2010. Avec cette victoire les Wallabies mettent un terme à l'invincibilité des All Blacks qui n'ont pas perdu depuis quinze rencontres[66].

- 30 octobre : les Natal Sharks remportent la Currie Cup après avoir disposé de la Western Province sur le score de 30 à 10 lors de la finale disputée à Durban. Le demi d'ouverture des Sharks, Patrick Lambie, marque 25 des 30 points de son équipe, avec deux essais, trois transformations et trois pénalités[67].

### Novembre
- 1er novembre : Gurthrö Steenkamp est élu joueur de l'année en Afrique du Sud. Il a notamment remporté le Super 14 avec les Bulls et marqué quatre essais avec les Springboks en 2010[68].
- 5 novembre : L'équipe de Canterbury remporte l'ITM Cup en battant l'équipe de Waikato en finale sur le score de 33 à 13. Les joueurs de Canterbury marquent quatre essais contre deux pour Waikato[69].
- 6 novembre : Lors de cette première journée des test matchs de novembre les nations de l'hémisphère Sud font un sans faute. Les Néo-Zélandais dominent les Anglais sur le score de 25 à 16[70] tandis que les Australiens battent les Gallois sur le même score[71]. Dans le dernier match, les champions du monde Sud-Africains remportent une courte victoire 23 à 21 contre les Irlandais[72].

- 13 novembre : lors de cette deuxième journée de test matchs, l’Argentine bat l’Italie chez elle sur le score de 22 à 13. Les Anglais dominent l’Australie 35-18 grâce notamment à la botte de Toby Flood qui marque 25 des points de son équipe[73]. Dans le même temps, l’Irlande bat les Samoa 20-10 alors que les Gallois s’inclinent 29-25 contre l’Afrique du Sud après avoir mené pendant une bonne partie de la rencontre[74]. La France dispose des Fidji sur le score de 34 à 12[75]. Dans le dernier match, les Néo-Zélandais infligent une sévère défaite 49 à 3 aux Écossais[76].

- 19 novembre : le pays de Galles fait match nul 16 partout avec les Fidji. Les Fidjiens obtiennent le match nul dans les derniers instants du match grâce à une pénalité de Seremaia Bai[77].

- 20 novembre : l’Italie connaît une seconde défaite face aux Australiens qui gagnent à Florence sur le score de 32 à 14. Les Anglais dominent les Samoa 26-3 tandis que l'Écosse bat les Springboks 21-17 grâce au pied de Dan Parks qui marque tous les points de son équipe[78]. La Nouvelle-Zélande continue son sans-faute avec une victoire 38-18 contre les Irlandais et la France bat l’Argentine 15 à 9 dans un match terne sans essai[79].

- 27 novembre : la tournée d'automne se clôture avec la déroute 59 à 17 de la France face aux Australiens qui marquent sept essais[80]. L’Angleterre connaît également la défaite, 21 à 11 face aux Sud-Africains. Les Gallois perdent 37 à 25 face aux All Blacks qui réalisent le grand chelem lors de la tournée. Au cours du match Dan Carter marque quinze points et porte son total à 1 188 points, devenant ainsi le meilleur marqueur de l’histoire toute sélection confondue. En effet, il dépasse Jonny Wilkinson qui a marqué jusque-là 1 178 points avec l’Angleterre et les  Lions britanniques[81]. Dans les deux autres rencontres, les Italiens dominent les Fidjiens sur le score de 24 à 16[82] alors que les Écossais sortent victorieux contre les Samoans sur le score de 19 à 16[83].

- 27 novembre : la Roumanie obtient la dernière place pour la Coupe du monde grâce à sa victoire 39-12 contre l’Uruguay dans le second match de barrage. Les deux équipes ont fait un match nul 21 partout au match aller à Montevideo[84].
- 28 novembre : le dernier match voit les Irlandais battre les Argentins sur le score de 29 à 9. Brian O'Driscoll est touché au cours du match, il souffre d’une fracture de la mâchoire[85].

### Décembre

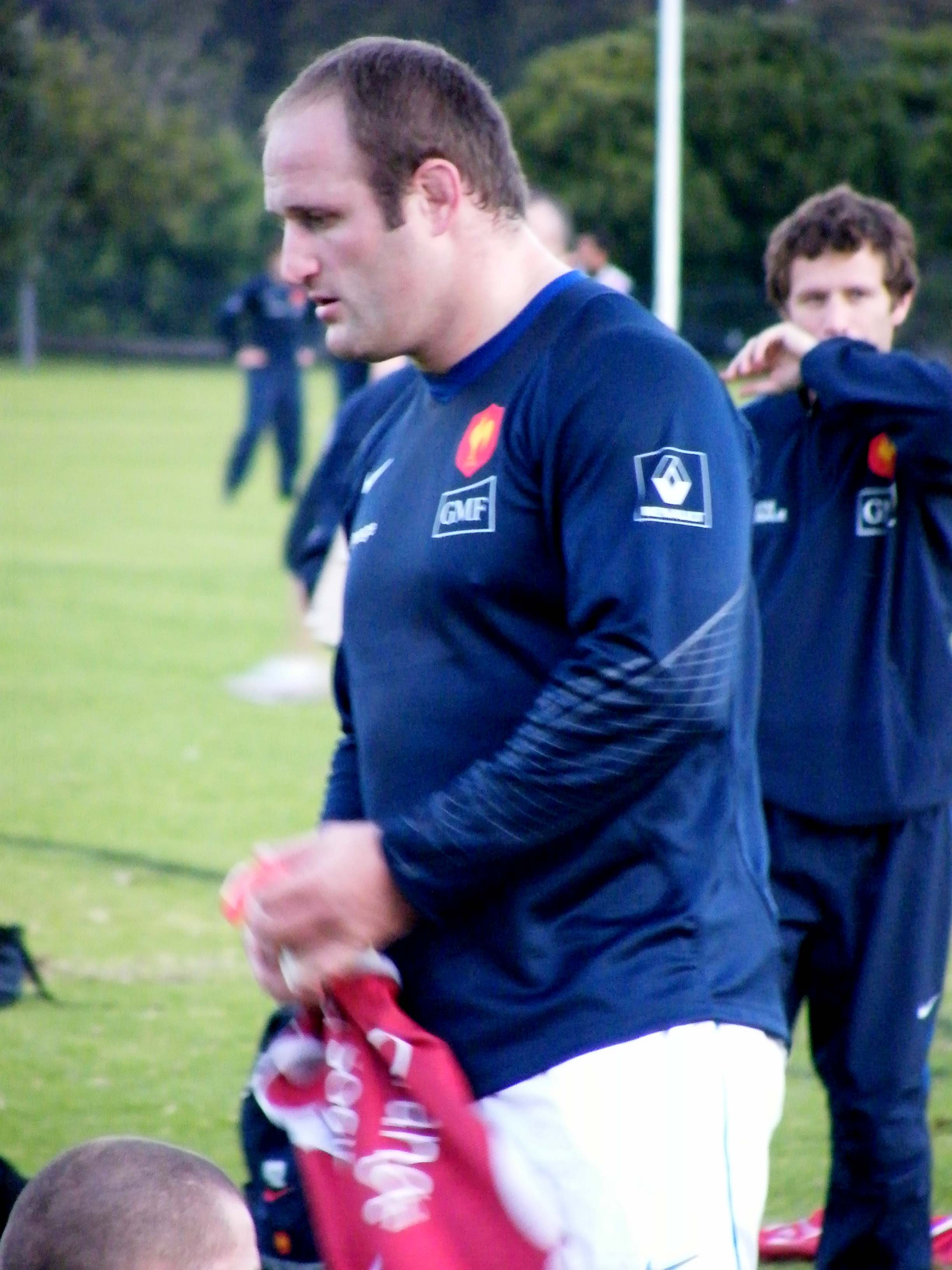
William Servat est le seul joueur européen retenu dans le XV de l'année publié par la revue Rugby World.

- 1er décembre : Richie McCaw est désigné meilleur joueur de l’année 2010 par l’IRB. C’est la troisième fois qu’il remporte ce trophée après 2006 et 2009 et il est le seul joueur dans ce cas[86]. La Nouvelle-Zélande est sacrée meilleure équipe de l’année et Graham Henry meilleur entraîneur pour la quatrième fois après 2005, 2006 et 2008[87].
- 4 décembre : l'Angleterre remporte la première étape des IRB Sevens World Series disputée à Dubaï. Les Anglais battent les Samoa, champions en titre, en finale sur le score de 29 à 21[88].
- 11 décembre : la Nouvelle-Zélande remporte la deuxième étape des IRB Sevens World Series disputée à George en battant l'Angleterre 21-19 en finale. Les Anglais restent en tête de la compétition[89].
- 16 décembre : Kieran Read est désigné meilleur joueur de l'année en Nouvelle-Zélande[90].
- 21 décembre : la revue Rugby World publie l'équipe type de l'année 2010 parmi laquelle figurent onze Néo-Zélandais, deux Australiens, un Sud-Africain et un seul joueur européen, le talonneur français William Servat[91]. La composition de l'équipe est la suivante :

| - 15 Mils Muliaina Nouvelle-Zélande - 14 James O'Connor Australie - 13 Conrad Smith Nouvelle-Zélande - 12 Ma'a Nonu Nouvelle-Zélande - 11 Hosea Gear Nouvelle-Zélande | - 10 Dan Carter Nouvelle-Zélande - 9 Will Genia Australie - 8 Kieran Read Nouvelle-Zélande - 7 Richie McCaw Nouvelle-Zélande - 6 Jerome Kaino Nouvelle-Zélande | - 5 Brad Thorn Nouvelle-Zélande - 4 Victor Matfield Afrique du Sud - 3 Owen Franks Nouvelle-Zélande - 2 William Servat France - 1 Tony Woodcock Nouvelle-Zélande |

## Principaux décès

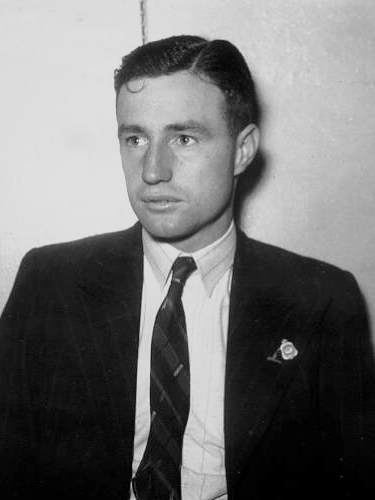
Cyril Burke

- 16 janvier : le joueur, entraîneur et dirigeant de l'USA Perpignan Noël Brazès décède à l'âge de 89 ans[92].
- 18 janvier : Cyril Burke, demi de mêlée international australien, meurt dans une maison de repos à Newcastle à l'âge de 84 ans[93].
- 19 janvier : le journaliste écossais Bill McLaren décède à l'âge de 86 ans[94].
- 27 janvier : le troisième ligne sud-africain Ruben Kruger décède à l'âge de 39 ans des suites d'une tumeur au cerveau[95]. Il fait partie de l'équipe championne du monde en 1995.
- 3 avril : le troisième ligne international japonais Yasunori Watanabe décède percuté par un train après une chute sur une voie de la gare de Kamakura, au sud de Tokyo[96].
- 25 avril : Jean-Michel Cabanier décède dans la nuit à l'âge de 73 ans. Il fait partie de l'équipe de France qui a remporté le grand chelem en 1968[97].
- 17 juin : Andy Ripley international anglais de 1972 à 1976 décède d'un cancer de la prostate[98].
- 15 juillet : Robin Roe, révérend de l'armée britannique et talonneur international irlandais décède à Guildford à l'âge de 81 ans[99].
- 2 août : Eric Tindill, le doyen des All Blacks, meurt à Wellington dans sa 100e année. Il est international dans deux sports, le rugby à XV et le cricket et il est le seul à avoir disputé un test-match dans chaque discipline[100].
- 6 août : Jeff McLean, ailier de l'équipe d'Australie de 1971 à 1974, meurt des suites d'un cancer à l'âge de 63 ans[101].
- 5 octobre : Moss Keane, triple vainqueur du Tournoi des Cinq Nations en 1974, 1982 et 1983 avec l'Irlande meurt des suites d'un cancer à l'âge de 62 ans[102].
- 8 octobre : Isaia Rasila, joueur de l'équipe des Fidji lors des Coupes du monde 1999 et 2003, meurt chez lui à l'âge de 42 ans. La cause du décès n'a pas été identifiée[103].
- 27 octobre : Jean Dupuy, international français quadruple vainqueur du Tournoi des Cinq Nations en 1959, 1960, 1961 et 1962, décède à l'âge de 76 ans dans sa ville natale de Vic-en-Bigorre[104].
- 12 décembre : Tom Walkinshaw pilote automobile devenu homme d'affaires et propriétaire du club anglais de Gloucester meurt à 64 ans d'un cancer, contre lequel il se battait depuis de nombreuses années[105].